# الخلبة (حفاش)

تعديل مصدري - تعديل

الخلبة هي إحدى قرى عزلة بني مأمون بمديرية حفاش التابعة لمحافظة المحويت، بلغ تعداد سكانها 219 نسمة حسب تعداد اليمن لعام 2004.